# Туджман, Мирослав
Мирослав Туджман (хорв. Miroslav Tuđman; 25 мая 1946, Белград — 31 января 2021, Загреб) — хорватский учёный и политик, сын и старший ребёнок Франьо Туджмана, первого президента Хорватии, и Анкицы Туджман.

## Биография
Мирослав родился в Белграде в первую годовщину свадьбы своих родителей. Он был назван в честь хорватского писателя Мирослава Крлежи, творчеством которого в то время сильно увлекался его отец. В Белграде же Мирослав окончил начальную школу, а в 1961 году его семья переехала в Загреб. В 1970 году он окончил гимназию, а впоследствии и философский факультет Загребского университета. Туджман остался работать на этом факультете и получил докторскую степень в области информационных наук в том же университете в 1985 году. В 1989 году он основал на факультете Институт информационных исследований.
Мирослав Туджман принимал участие в Войне Хорватии за независимость в 1991 году, а в 1992 году возглавил Центр стратегических исследований. Позднее он занимал пост заместителя главы Управления национальной безопасности, а затем стал основателем и руководителем первого Хорватского разведывательного управления (хорв. Hrvatska izvještajna služba, HIS). Эту должность Туджман занимал с 1993 по 1998 год, а затем повторно с 1999 по 2000 год. В 1995 году президент Туджман наградил его орденом князя Домагоя за военные заслуги в качестве члена политического управления Министерства обороны Хорватии. В 1998 году Мирослав Туджман стал штатным профессором философского факультета Загребского университета.
Свою политическую деятельность он начинал в качестве соучредителя левого Социал-демократической партии Хорватии вместе со своим другом Антуном Вуйичем, но вскоре перешёл в партию своего отца — Хорватское демократическое содружество. Мирослав ненадолго покинул политику, вернувшись в 2001 году, когда баллотировался в городской совет Загреба. Его список набрал 7,6 % голосов. В том же году он и Ненад Иванкович основали правую партию Хорватское истинное возрождение (хорв. Hrvatski istinski preporod), которая впоследствии сотрудничала с Хорватским блоком Ивича Пашалича, но не сумела получить поддержку на парламентских выборах 2003 года.
В 2009 году Мирослав Туджман был кандидатом на президентских выборах, где в первом туре набрал 4,09 % голосов и не прошёл дальше. В 2011 году он был кандидатом на парламентских выборах по избирательному списку Хорватского демократического содружества, по результатам которых стал членом Сабора.
Умер на 75-м году жизни 31 января 2021 в загребском Институте инфекционных заболеваний, в который был госпитализирован несколькими днями ранее в связи с осложнениями от коронавирусной инфекции.